# Can Pladamunt
Can Pladamunt és una masia gòtica de Sant Feliu de Buixalleu (Selva) protegida com a Bé Cultural d'Interès Local.

## Descripció
Masia aïllada situada dins el nucli de Gaserans.
L'edifici conservat, consta d'un cos principal, de planta baixa i pis, amb teulat a doble vessant desaiguat als laterals. Destaca una edificació annexa al costat dret, de planta baixa i pis, i teulada a una vessant desaiguada al lateral dret, a més d'altres dependències.
Tot i que actualment s'està restaurant, podem constatar que a la planta baixa hi ha una porta adovellada i una finestra en arc de llinda a cada costat, amb la llinda brancals i ampit de pedra.
Al pis, hi destaca just a sobre de la porta d'entrada un balcó d'estil gòtic, en arc conopial amb arquets i decoracions florals a les impostes i als carcanyols. A banda i banda, dues finestres en arc pla de pedra i brancals i ampit també de pedra.
A l'edificació annexe del costat dret, a la planta baixa hi ha una porta en arc de llinda fet de carreus de pedra, igual que als brancals. Al pis una finestra amb llinda monolítica i brancals de carreus i ampit de pedra.

## Història
A la masia hi ha algunes dates inscrites sobre pedra (1846, 1848), referents a una important reforma que es va fer, i a l'arxiu de Can Draper hi ha algun document on s'esmenta la masia de Can Pladamunt datant-la del segle xv. El nom probablement prové d'uns antics propietaris, donat que hi ha les restes d'una epigrafia on encara s'hi llegeix "Mefecit / Llorenç Pla-de-Munt".
La reforma del segle xix consistí en afegir un seguit de dependències i noves cambres que engrandiren notablement l'edifici original, tot i que sense afectar la seva estructura i fesomia originals.